# Arenostola sounkeana
Arenostola sounkeana là một loài bướm đêm trong họ Noctuidae.